# Salmerón (kommunhuvudort)
Salmerón är en kommunhuvudort i Spanien.   Den ligger i provinsen Provincia de Guadalajara och regionen Kastilien-La Mancha, i den centrala delen av landet, 100 km öster om huvudstaden Madrid. Salmerón ligger 831 meter över havet och antalet invånare är 217.
Terrängen runt Salmerón är kuperad österut, men västerut är den platt. Salmerón ligger nere i en dal. Runt Salmerón är det mycket glesbefolkat, med 4 invånare per kvadratkilometer. Närmaste större samhälle är Priego, 18,5 km sydost om Salmerón. Trakten runt Salmerón består till största delen av jordbruksmark.